# Markus Eggler
Markus Eggler (Thun, 22 de enero de 1969) es un deportista suizo que compitió en curling.
Participó en dos Juegos Olímpicos de Invierno, obteniendo dos medallas, bronce en Salt Lake City 2002 y bronce en Vancouver 2010.
Ganó tres medallas en el Campeonato Mundial de Curling entre los años 1992 y 2001, y tres medallas en el Campeonato Europeo de Curling entre los años 1993 y 2009.

## Palmarés internacional
| Juegos Olímpicos   | Juegos Olímpicos                  | Juegos Olímpicos  | Juegos Olímpicos |
| Año                | Lugar                             | Medalla           | Prueba           |
| ------------------ | --------------------------------- | ----------------- | ---------------- |
| 2002               | Salt Lake City (Estados Unidos)   | Medalla de bronce | Equipo           |
| 2010               | Vancouver (Canadá)                | Medalla de bronce | Equipo           |
| Campeonato Mundial |                                   |                   |                  |
| Año                | Lugar                             | Medalla           | Prueba           |
| 1992               | Garmisch-Partenkirchen (Alemania) | Medalla de oro    | Equipo           |
| 1994               | Oberstdorf (Alemania)             | Medalla de bronce | Equipo           |
| 2001               | Lausana (Suiza)                   | Medalla de plata  | Equipo           |
| Campeonato Europeo |                                   |                   |                  |
| Año                | Lugar                             | Medalla           | Prueba           |
| 1993               | Leukerbad (Suiza)                 | Medalla de bronce | Equipo           |
| 2001               | Vierumäki (Finlandia)             | Medalla de plata  | Equipo           |
| 2009               | Aberdeen (Reino Unido)            | Medalla de plata  | Equipo           |